# Musée du Patrimoine et du Judaïsme alsacien
Le musée du Patrimoine et du Judaïsme alsacien est situé à Marmoutier, commune française située dans la circonscription administrative du Bas-Rhin et, depuis le 1er janvier 2021, dans le territoire de la Collectivité européenne d'Alsace, en région Grand Est.

## Historique
Cette demeure patricienne de style renaissance, donnait directement sur la place de l’abbatiale.
L'édifice a fait l'objet d'une inscription sur l'inventaire supplémentaire des monuments historiques par arrêté du 11 mai 1932, protection confirmée par arrêté du 20 décembre 1988.
Cette protection partielle au titre des Monuments historiques porte sur les façades avec oriel et toiture et les plafonds peints polychromes du rez-de-chaussée.

## Architecture et affectation
Le musée, aménagé dans ce bâtiment à colombages datant de 1590, avec sa toiture et un oriel remarquables présente notamment, sur ses trois niveaux, le savoir-faire des artisans qui sont intervenus sur l'abbatiale et les témoins de la vie rurale et du judaïsme en Alsace aux XVIIIe et XIXe siècles.

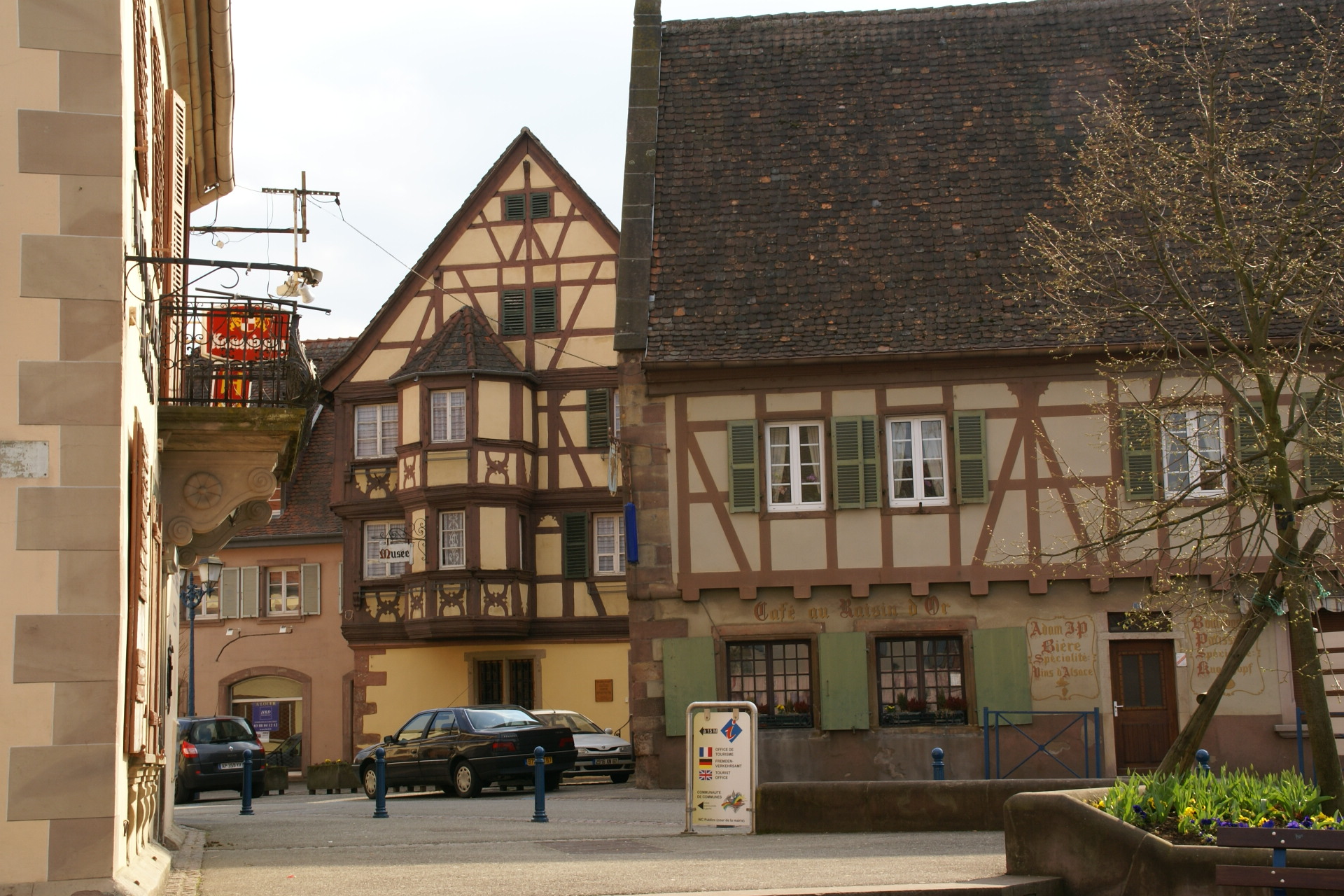
La place du Général de Gaulle.
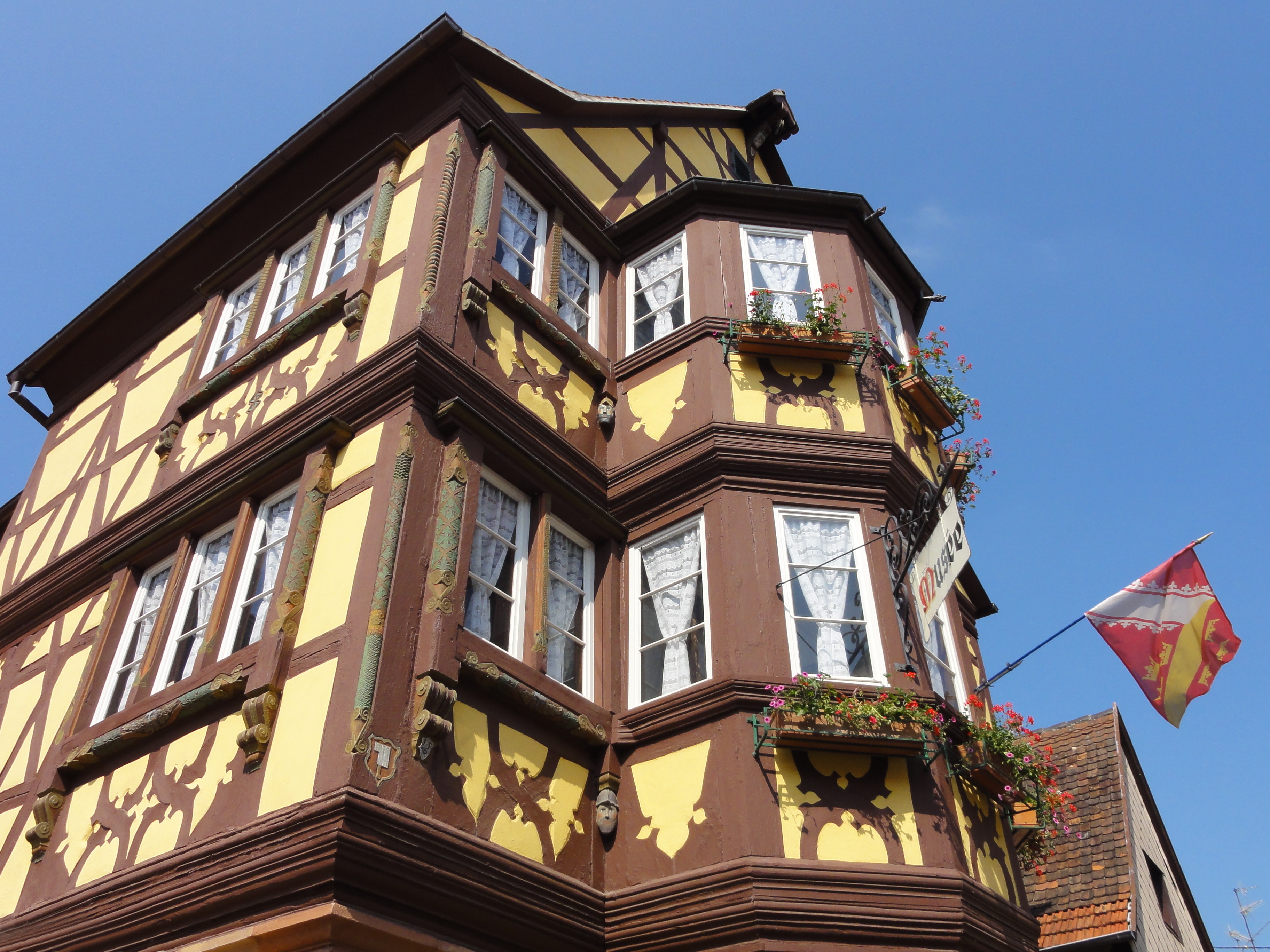
La maison du boucher (1590), musée du Patrimoine et du Judaïsme alsacien.
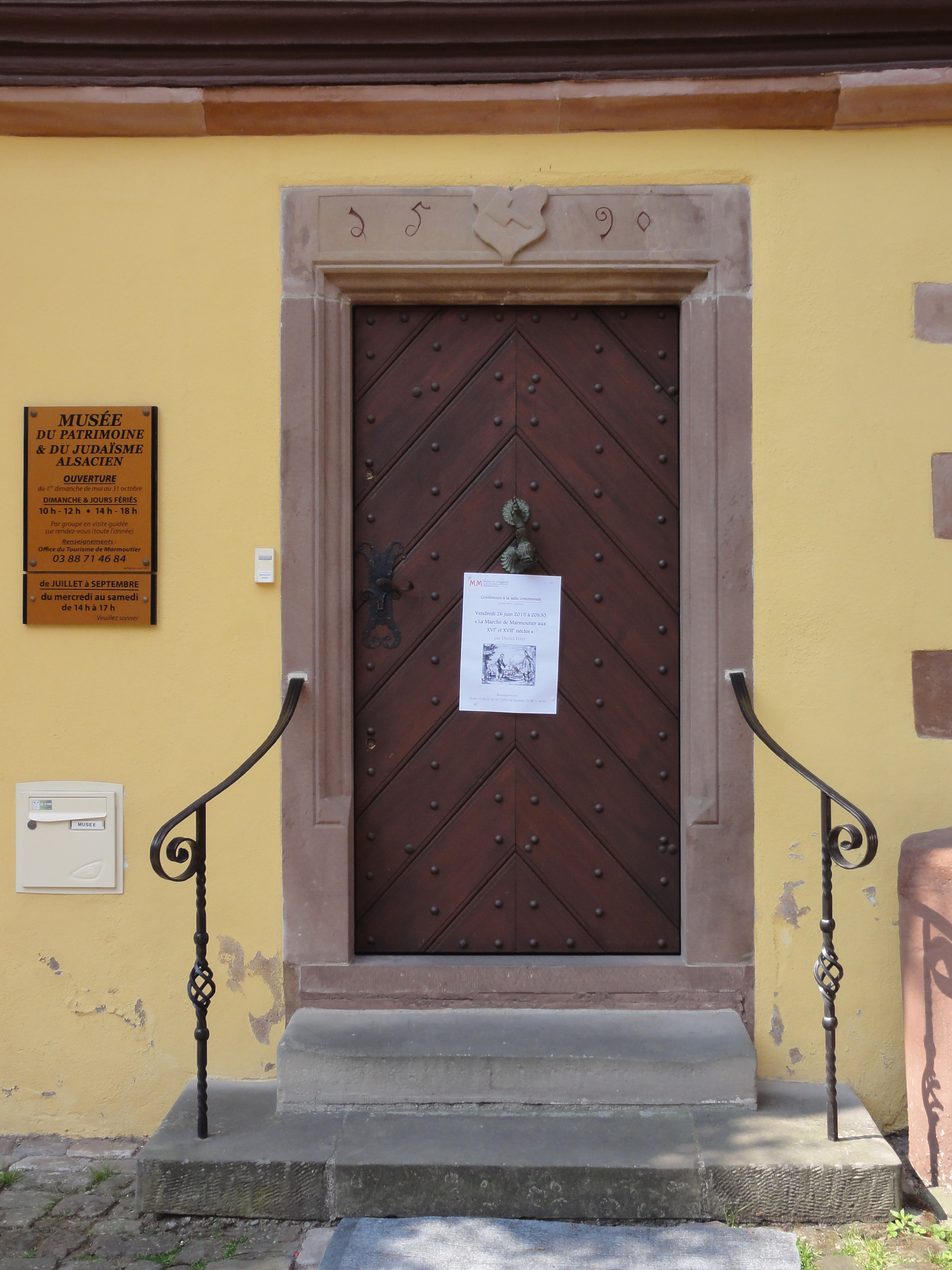
L'entrée du musée.
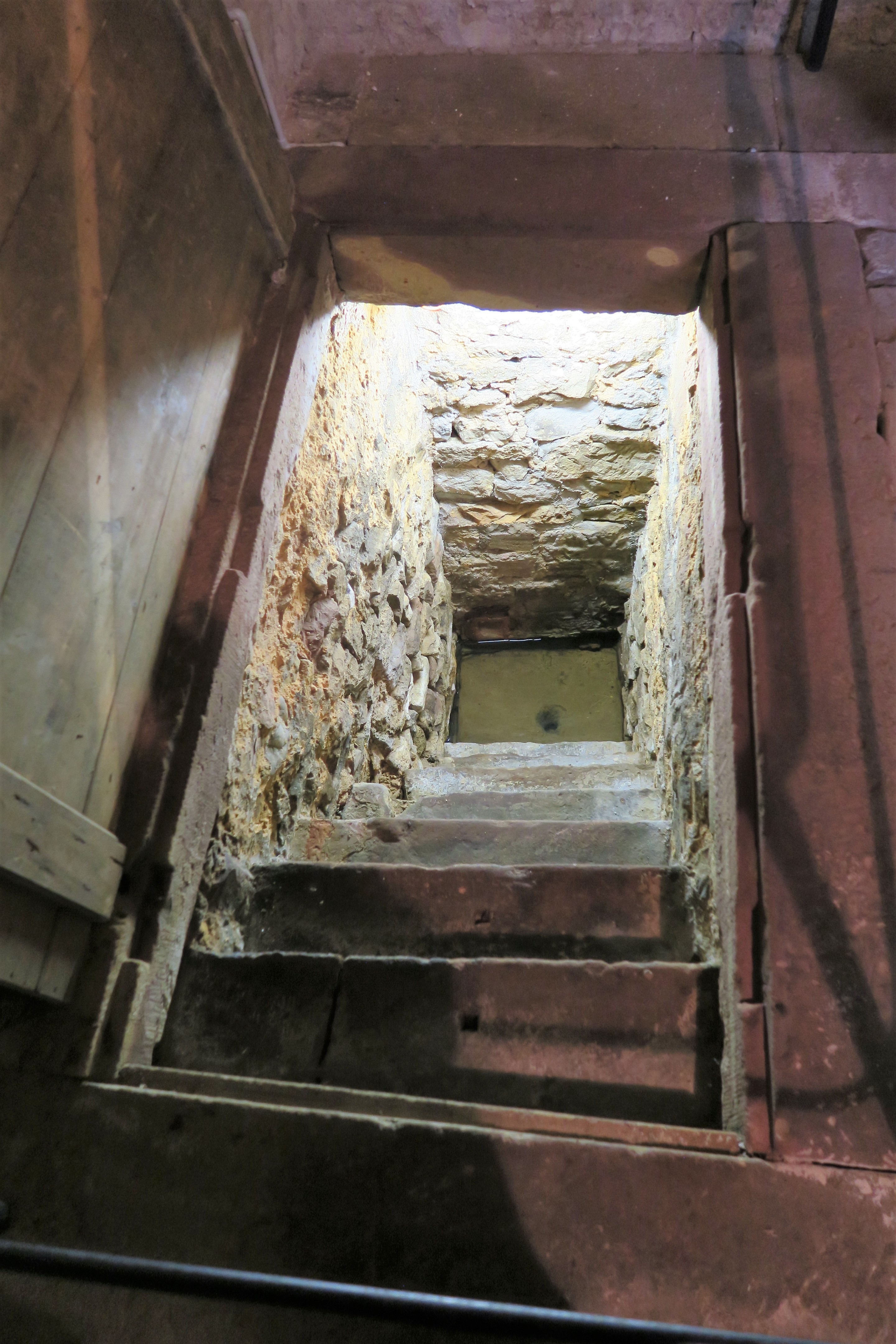
Mikvé.

## Manifestations et animations
- Cycles de conférences du musée :

"Gustave Stoskopf, artiste et animateur de la vie culturelle en Alsace", 04 juin 2023, par Nicolas Stoskopf.
"Soirée de contes et d'humour juifs", 09 septembre 2023, par Béatrice Sommer et Raymond Lévy.
"L'Art de la poterie", par Claude Ernenwein, Céramiste, 24 septembre 2023.
"Les corvées dans la région de Saverne au XVIIIe siècle", par Daniel Peter, 01 octobre 2023.
- Expositions temporaires tout au long de l'année.

"Grès d'Alsace et d'ailleurs", Exposition temporaire de mai à octobre 2023.